# Libertatea
Libertatea es un diario tabloide en rumano de información general y de distribución matinal publicado en Bucarest, Rumania. Fue publicado por primera vez el 22 de diciembre de 1989 a las 12.45 horas por Octavian Andronic como "el primer periódico libre de la Revolución Rumana". El periódico se publica de lunes a sábado en todo el país y su circulación es de aproximadamente 250.000 ejemplares diarios.

## Historia
El diario Libertatea fue fundado y publicado por primera vez el 22 de diciembre de 1989 a las 12.45 horas por Octavian Andronic como "el primer periódico libre de la Revolución rumana" sucediendo al diario Informația Bucureștiului, que cesó su publicación. Libertatea, en su primer número, publicó la huida de Nicolae Ceausescu de Bucarest en helicóptero. En 1994 se transformó en tabloide tras la entrada del conglomerado Ringier, propietario del diario, y pasó a ser un diario de tendencia sensacionalista. Además eliminó el título "prim ziar liber al Revoluției" (primer periódico libre de la Revolución) de su cabecera.
Las ventas del diario se situaron en 73.916 ejemplares por edición, en 2000 (el cuarto por detrás de Adevărul, Evenimentul Zilei y ProSport). El año 2002 se estableció como el líder de ventas con un promedio anual de 265.188 copias. En 2009, el diario ocupó el segundo lugar sólo detrás de Click!, con un promedio de 192.467 ejemplares por edición.